# Parika raba
Parika raba är en mosse i Estland. Den ligger i landskapet Viljandimaa, i den centrala delen av landet, 120 km sydost om huvudstaden Tallinn.